# Michail Kletscherow
Michail Kletscherow (bulgarisch Михаил Клечеров; englisch Michail Kletcherov; * 3. Dezember 1982 in Bansko) ist ein bulgarischer Biathlet.
Michail Kletscherow betreibt seit 1999 Biathlon und gehört seitdem auch dem bulgarischen Nationalkader an. Der Student aus Bansko wird von Juri Mitev trainiert. Sein Debüt im Biathlon-Weltcup gab er 1999 bei einem Einzel (101.) in Hochfilzen. Im Jahr 2000 startete er erstmals bei Juniorenweltmeisterschaften, an denen er bis 2003 jährlich teilnahm. Seit 2003 nahm er schließlich jährlich an den Weltmeisterschaften teil. Herausragende Ergebnisse erreichte er dabei bislang noch nicht. Sein bestes Ergebnis bei einem internationalen Wettkampf war der achte Platz im Einzel bei den Europameisterschaften 2002 in Kontiolahti. Zum ersten Mal in die Weltcuppunkte lief Kletscherow 2007 bei einem Einzel in Lahti, wo er 30. wurde. Seine besonderen Fähigkeiten liegen bei den Schießübungen, weshalb er in Rennen mit vielen Schießeinlagen besser abschneidet als in Rennen mit wenigen.
2010 nahm Michail Kletscherow an den Olympischen Winterspielen in Vancouver teil. Neben dem 16. Platz mit der bulgarischen Männer-Staffel war Rang 44 in der Verfolgung sein bestes Resultat.

## Weltcup-Bilanz
Die Tabelle zeigt alle Platzierungen (je nach Austragungsjahr einschließlich Olympische Spiele und Weltmeisterschaften).
- 1.–3. Platz: Anzahl der Podiumsplatzierungen
- Top 10: Anzahl der Platzierungen unter den ersten zehn (einschließlich Podium)
- Punkteränge: Anzahl der Platzierungen innerhalb der Punkteränge (einschließlich Podium und Top 10)
- Starts: Anzahl gelaufener Rennen in der jeweiligen Disziplin
- Staffel: inklusive Mixed- und Single-Mixed-Staffeln

| Platzierung         | Einzel | Sprint | Verfolgung | Massenstart | Staffel | Gesamt |
| ------------------- | ------ | ------ | ---------- | ----------- | ------- | ------ |
| 1. Platz            |        |        |            |             |         |        |
| 2. Platz            |        |        |            |             |         |        |
| 3. Platz            |        |        |            |             |         |        |
| Top 10              |        |        |            |             | 4       | 4      |
| Punkteränge         | 6      | 7      | 6          | 1           | 59      | 79     |
| Starts              | 43     | 105    | 17         | 1           | 59      | 225    |
| Stand: Karriereende |        |        |            |             |         |        |